# Syn Cole
Rene Pais (Pärnu, 25 de março de 1988), mais conhecido como Syn Cole é um DJ e produtor musical estoniano de música eletrônica. Ele foi descoberto pelo DJ sueco Avicii.

## Carreira
Nascido em Pärnu, Estônia, Cole estudou piano clássico enquanto crescia e começou a se interessar por dance music depois de descobrir o Sintetizador em sua adolescência.
Ele começou a produzir sua própria música por volta de 2004 e acabou pegando o ouvido do DJ sueco Avicii, que o contratou para a gravadora "Le7els Records" em 2012.
Naquele mesmo ano, Cole ampliou ainda mais seu perfil público com uma vaga no "Creamfields" festival de música eletrônica do Reino Unido, seu remix de "Silhouettes" de Avicii atingiu o número 20 no Top 100 em 2012. Vários singles de música mais populares se seguiram, incluindo "Miami 82" em 2013 e "Bright Lights" em 2014.
Em 2015, Cole lançou o single "It's You". Em 2016, ele lançou os singles "The Daze", com Madame Buttons, e "Follow Me", com Joshua Radin. Em 2018 lançou o single "Who You Are", com a cantora MIQ.

## Discografia

### Singles
| Ano  | Título                                     |
| ---- | ------------------------------------------ |
| 2013 | "April"                                    |
| 2013 | "Miami 82" (featuring Madame Buttons)      |
| 2014 | "Bright Lights"                            |
| 2015 | "Pump!" (with Felguk)                      |
| 2015 | "It's You"                                 |
| 2015 | "May"                                      |
| 2016 | "Feel Good" (vocals by kirstin)            |
| 2016 | "The Daze" (featuring Madame Buttons)      |
| 2016 | "Follow Me" (feat. Joshua Radin)           |
| 2016 | "Californication" (feat. Caroline Pennell) |
| 2017 | "Sway" (featuring Nevve)                   |
| 2017 | "Got The Feeling" (featuring kirstin)      |

### Remixes
| Ano  | Título                                                | Artista(s) Original                    |
| ---- | ----------------------------------------------------- | -------------------------------------- |
| 2012 | "Sillhouettes"                                        | Avicii                                 |
| 2013 | "Lucky Ones"                                          | Kerli                                  |
| 2013 | "Hey Brother"                                         | Avicii                                 |
| 2014 | "Find You" (featuring Matthew Koma and Miriam Bryant) | Zedd                                   |
| 2014 | "Unconditionally"                                     | Katy Perry                             |
| 2014 | "Sing"                                                | Ed Sheeran                             |
| 2014 | "First Love"                                          | Jennifer Lopez                         |
| 2014 | "A Sky Full Of Stars"                                 | Coldplay                               |
| 2014 | "No Enemiesz"                                         | Kiesza                                 |
| 2014 | "These Days"                                          | Take That                              |
| 2015 | "Goodbye"                                             | Feder                                  |
| 2015 | "Warriors"                                            | Nicky Romero vs. Volt & State          |
| 2016 | "Don't Be So Hard On Yourself"                        | Jess Glynne                            |
| 2016 | "California Love"                                     | Cold Chilling Collective and The Rooks |
| 2017 | "Chained To The Rhythm"                               | Katy Perry                             |
| 2017 | "Mama"                                                | Jonas Blue                             |
| 2017 | "Younger Now"                                         | Miley Cyrus                            |
| 2017 | "Changes"                                             | Hazers                                 |
| 2017 | "We Could Go Back"                                    | Jonas Blue                             |

## Ligações Externas
- «Sítio oficial»
- Syn Cole no Spotify
- Syn Cole no Deezer
- Syn Cole no YouTube
- Syn Cole no Kboing
- Syn Cole no Instagram
- Syn Cole no Facebook